# Heilanstalten Hohenlychen

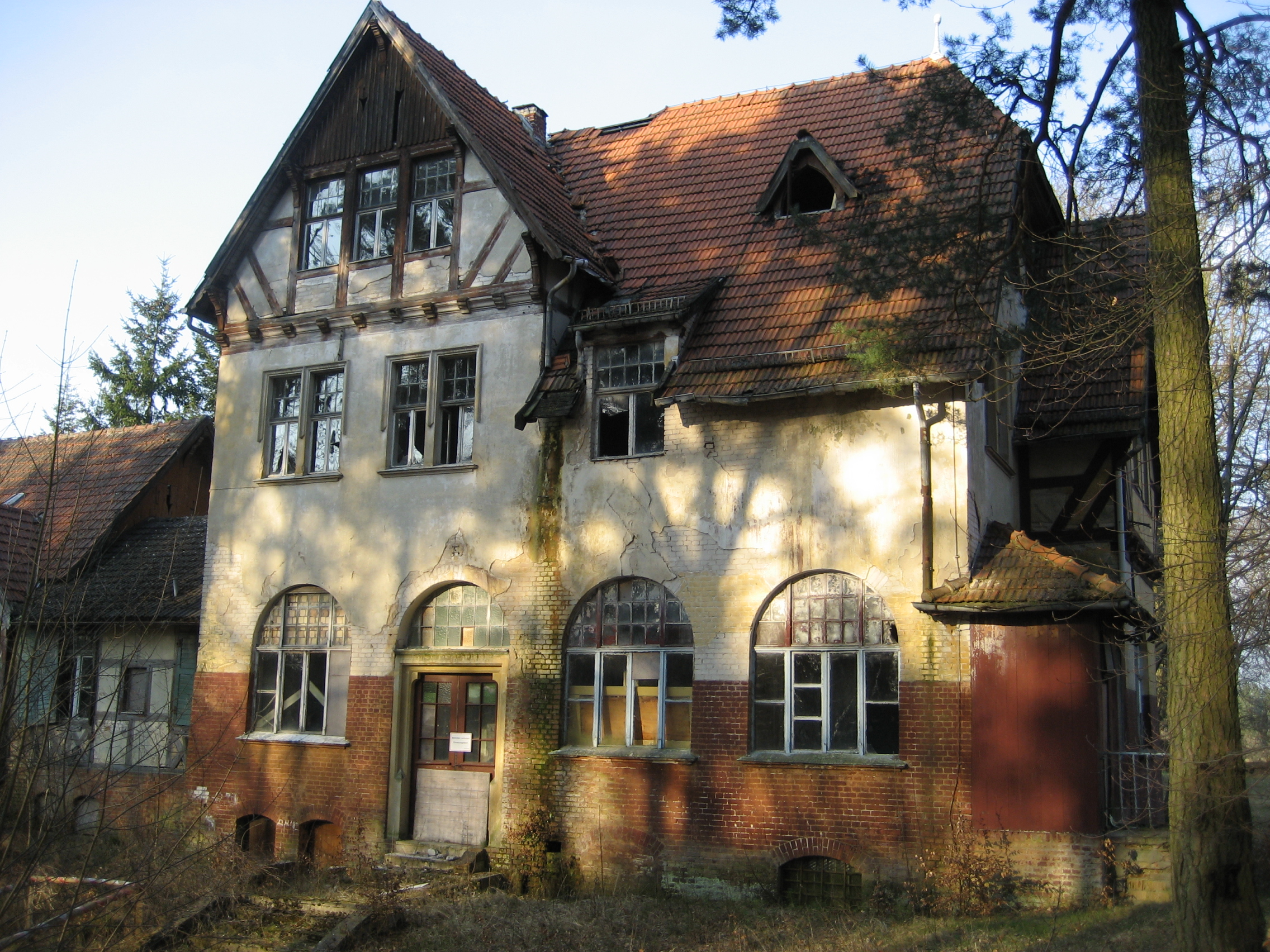
Heilanstalten Hohenlychen

Die Heilanstalten Hohenlychen  waren ein Komplex von Heilanstalten in Lychen/Brandenburg, der von 1902 bis 1945 bestand.

## Geschichte

### Anfänge
Als Folge der in der zweiten Hälfte des 19. Jahrhunderts entwickelten Behandlung der Tuberkulose, die viel Sonnenlicht, saubere Luft, eine ausgewogene Ernährung und ausreichend Bewegung voraussetzte, entstanden zunächst Privatsanatorien für wohlhabende Patienten. Von der Krankheit betroffen war aber vor allem ein erheblicher Teil der Arbeiterschaft. Deshalb sahen sich die in den 1890er Jahren nach der Verabschiedung der ersten Sozialgesetzgebung entstehenden Landesversicherungsanstalten in der Pflicht, in größerer Zahl Heilstätten zu errichten. In den Jahren 1898 bis 1904 herrschte ein regelrechter Bauboom – allein in Preußen wurden 49 Heilstätten neu gebaut und bestehende erweitert.
1902 erwarb Gotthold Pannwitz, der Gründer des Zentralkomitees zur Errichtung von Heilstätten für Lungenkranke, für den Volksheilstättenverein des Deutschen Roten Kreuzes rund ein Hektar Land von der Stadt Lychen. Der Heilbetrieb fand zunächst versuchsweise für drei Monate im Sommer statt. Es wurden zwei Baracken aufgestellt, in denen 16 Mädchen und 16 Jungen untergebracht werden konnten. Hinzu kam eine Wirtschaftsbaracke. Die Mahlzeiten wurden 1902 im nahegelegenen Gasthof „Schützenhaus“ eingenommen, ab dem Sommer 1903 gab es bereits ein eigenes Speisehaus mit Küche auf dem Gelände.
Nachdem die Stadt nach anfänglichem Widerstand einer Erweiterung des Geländes um weitere zwei Hektar zugestimmt hatte, wurden im Jahr 1903 die ersten massiven Gebäude zur Aufnahme von 60 Kindern errichtet. Im Oktober wurde das Mädchenhaus für 20 Patientinnen eröffnet. Der bauliche Entwurf für die Heilanstalten stammte von den Architekten Paul Hakenholz und Paul Brandes. Das Anstaltsgelände umfasste schließlich insgesamt eine Fläche von fast 16 Hektar.
1904 wurde die Helenenkapelle von Heinrich Venn gestiftet. 1905 trat ein weiterer Verein dem Projekt bei und errichtete bis 1907 das für 90 Kinder ausgelegte „Cecilienheim“, die erste Klinik in Preußen, die chirurgische und orthopädische Behandlungen für Kinder anbot. 1907 kam ein drittes Schlafgebäude für lungentuberkulöse Kinder hinzu, in das eine Badeanstalt integriert war.
Die Anlage wurde laufend erweitert. Bis zur Mitte der 1920er Jahre wurden am Standort Hohenlychen 47 Gebäude errichtet. Die Heilstätte bestand aus 15 medizinischen Fachabteilungen, deren wichtigste die „Viktoria-Luise-Kinderheilstätte“ für tuberkulosekranke Kinder und das „Kaiserin-Auguste-Viktoria-Sanatorium“ für tuberkulosekranke Frauen waren. Daneben gab es u. a. das Kindererholungsheim „Waldfrieden“ für tuberkulosebedrohte Kinder, das „Werner-Krankenhaus“ für chirurgische Eingriffe, die Ferienkolonie am Zenssee für tuberkulosekranke Kinder und die „ländliche Kolonie Königin-Luise-Andenken“. Zur Anstalt gehörte ein kleiner Bauernhof und die staatlich anerkannte Krankenschwesternschule „Augusta-Helferinnen-Schule“. Der Heilstättenverein betrieb ab Januar 1910 auch ein eigenes Kurhotel in der Nähe des Lychener Bahnhofs.
Während des Ersten Weltkriegs wurden die Heilanstalten als Lazarett genutzt. Nach 1918 blieben die großzügigen Spenden der Vorkriegszeit aus. Die einsetzende Inflation erschwerte die finanzielle Lage zusätzlich. Die ländliche
Kolonie und die Fortbildungsschulen mussten schließen. Zwischen 1924 und 1927 gab es noch einen kurzen Aufschwung, da in Vorbereitung des 25-jährigen Jubiläums Renovierungsarbeiten mit Geldern mehrerer Ministerien und des Roten Kreuzes durchgeführt werden konnten. In dieser Zeit erlangte Hohenlychen weltweite Bedeutung, vor allem hinsichtlich besonderer Erfolge in der orthopädischen und chirurgischen Behandlung der
Knochen- und Gelenktuberkulose. 1927 tagte die Hygienekommission des Völkerbundes in der Heilstätte. Zwei Jahre später musste aber auch das Kindererholungsheim „Waldfrieden“ aus wirtschaftlichen Gründen schließen.

Kaiserin-Auguste-Viktoria-Sanatorium
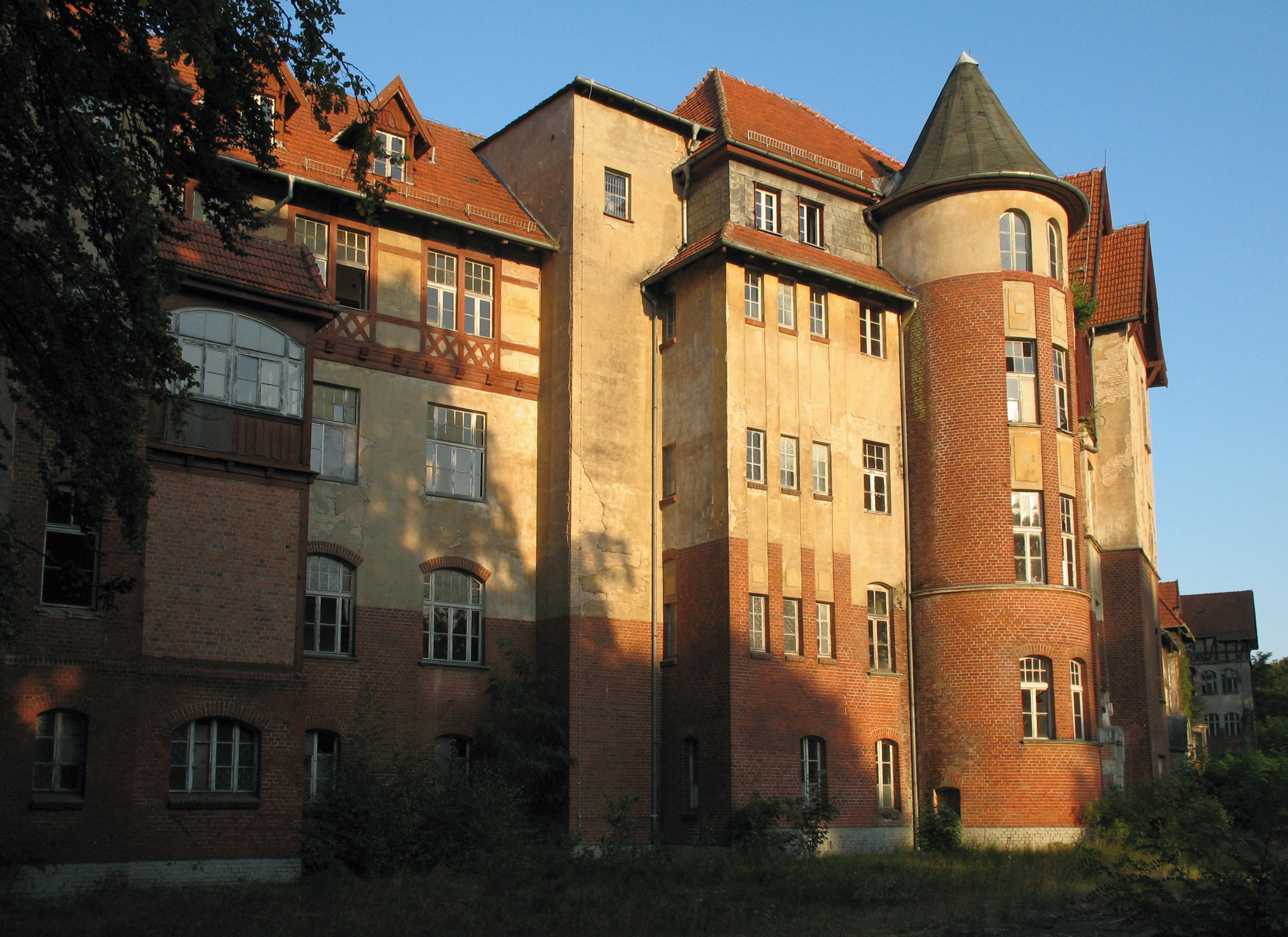
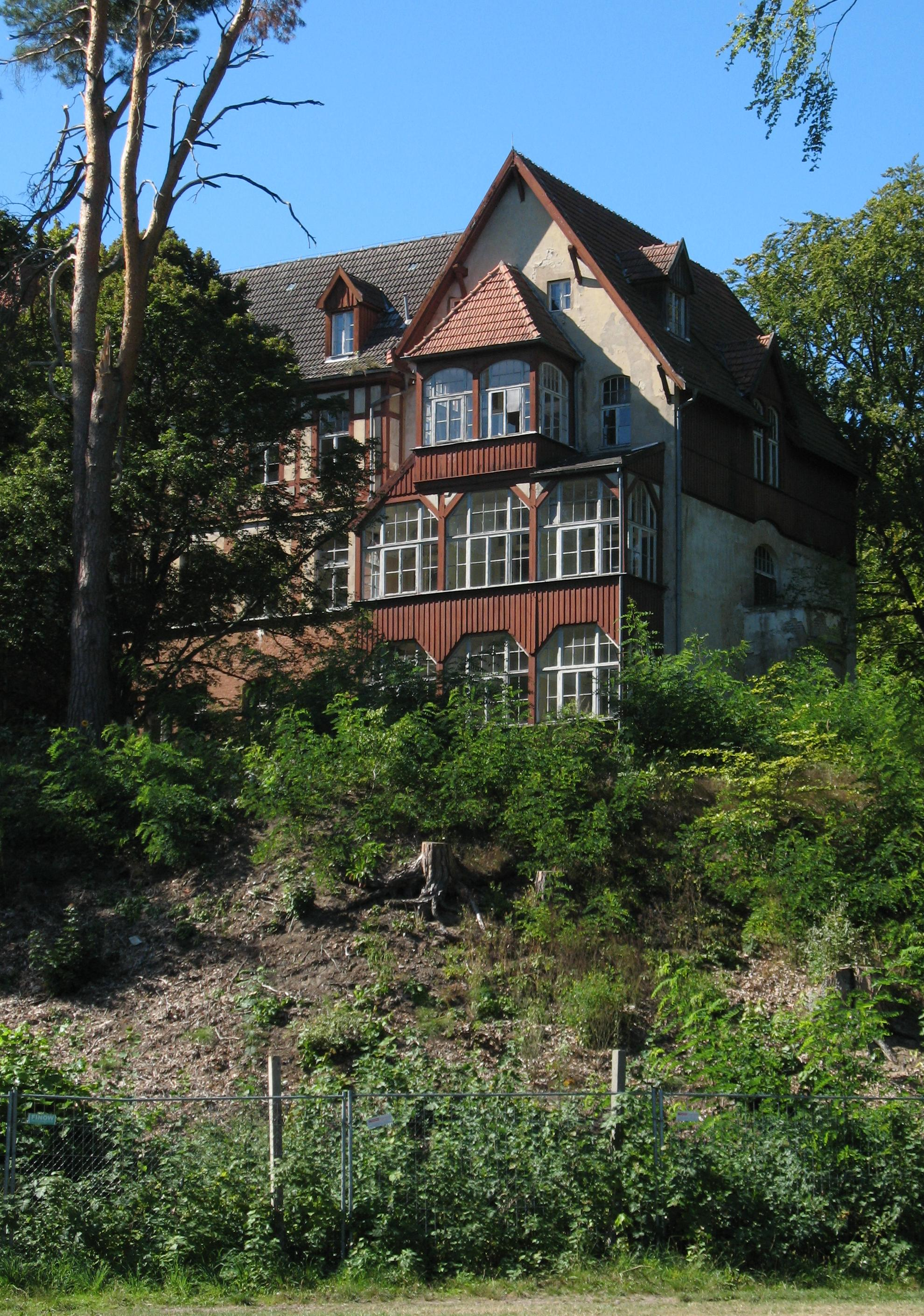
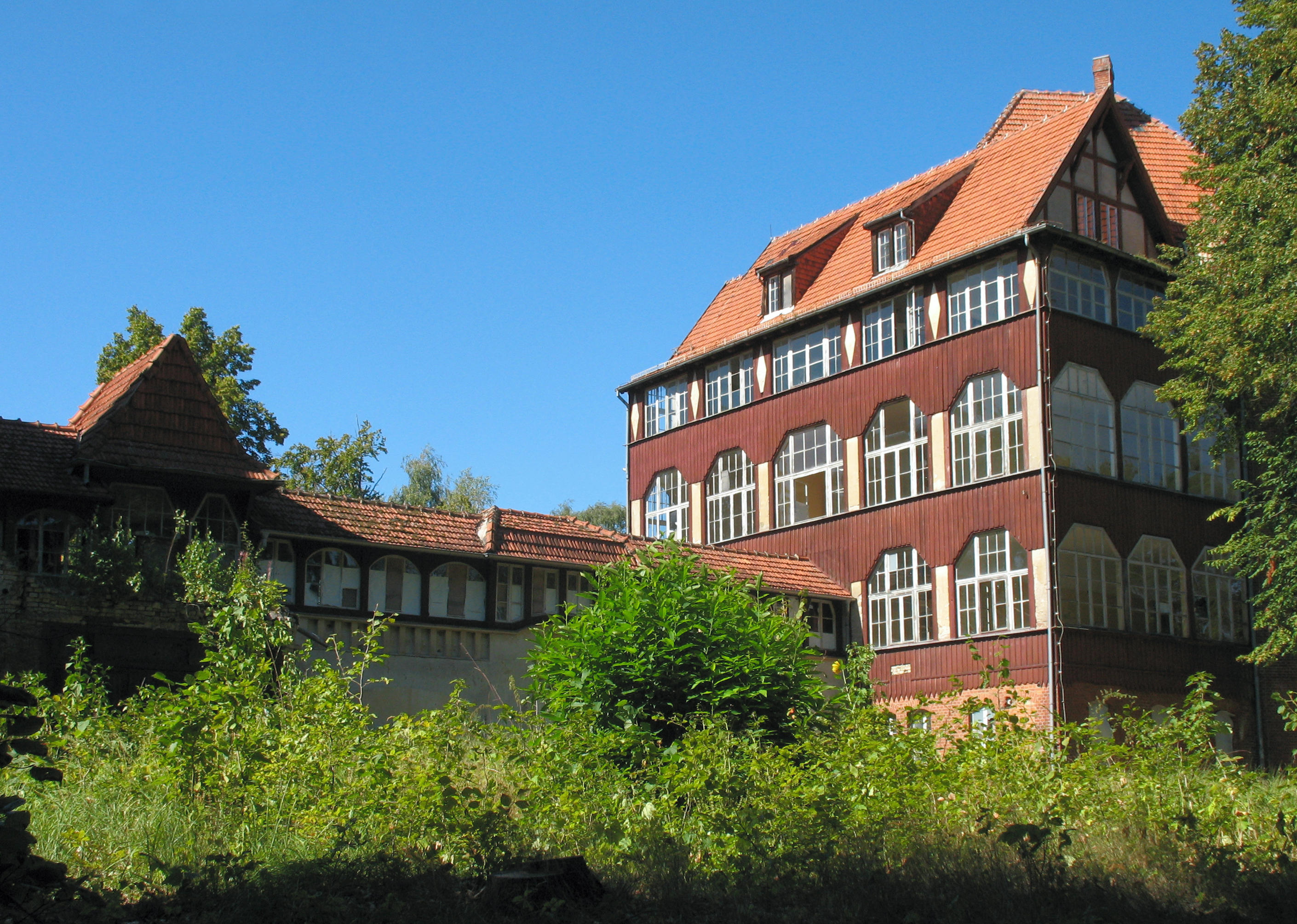
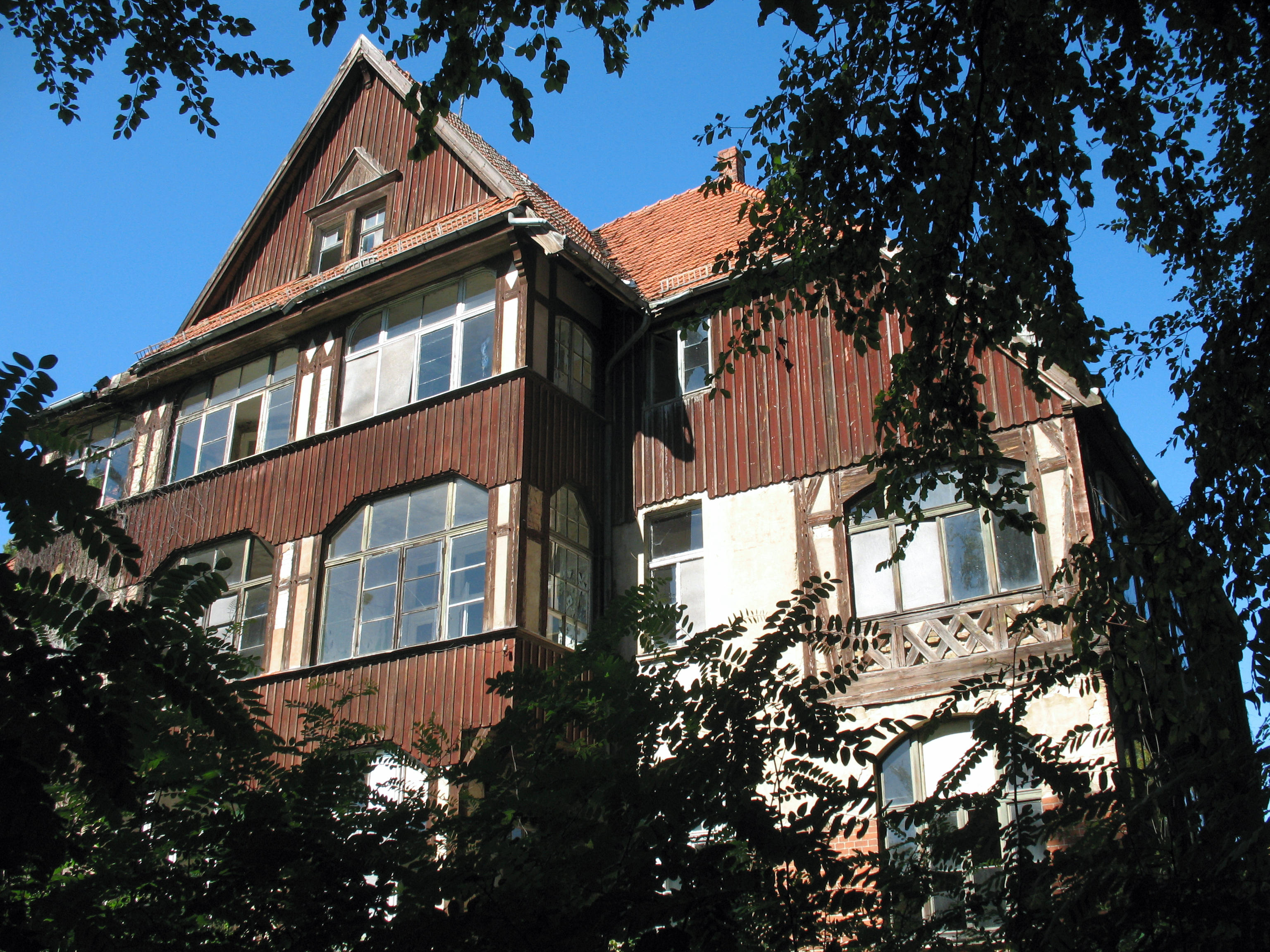

### Während der Zeit des Nationalsozialismus
Ab 1935 übernahm Karl Gebhardt die Leitung der Heilanstalten. Da die Zahl der Tuberkuloseerkrankungen sank, verlagerte sich der Schwerpunkt der Heilanstalten von den bisherigen Lungenheilstätten zu drei weiteren Abteilungen und wurde umprofiliert. Bei der Übernahme im Jahre 1933 waren 133 Betten belegt. Der Schwerpunkt lag nun auf Sport- und Arbeitsschäden sowie der Wiederherstellungschirurgie. Chirurgische und interne Abteilungen für spezielle Behandlungen für Erwachsene mit Gelenkerkrankungen und Lungenkrankheiten entstanden.
Später wurden die Heilanstalten auch Reichssportsanatorium. Durch die Finanzierung durch die Deutsche Sporthilfe konnten Investitionen zum Ausbau und zur Modernisierung der Anlage verwendet werden. Die klinische Abteilung für Sport- und Arbeitsschäden erfreute sich starken Zuspruchs. Der ehemalige Nationaltrainer Otto Nerz verstieg sich zur Behauptung, dass eine hypothetische „Hohenlychener Nationalmannschaft“ gegen nahezu alle Fußballteams bestehen könnte, da viele Nationalspieler und Spitzensportler sich in Lychen behandeln und auskurieren ließen.
Nicht nur behandelten Patienten, sondern auch für Funktionäre der NSDAP galt Hohenlychen als „Modeaufenthaltsort“ zur Erholung. Dauergäste waren etwa Heinrich Himmler und Rudolf Heß. Die Besucherbücher weisen zahlreiche Nazigrößen auf, die die Heilanstalten besuchten. Darunter, neben Hitler selbst, Reichsleiter, Reichssportführer, Staatssekretäre, Stabsärzte des Heeres sowie internationale Delegationen aus Italien, England, Frankreich, Portugal, Chile, Peru, Argentinien. Der Bürgermeister von Tokio verbrachte seinen Urlaub ebenso in Hohenlychen wie das griechische Kronprinzenpaar. Neben dem Auskurieren und Erholen von Patienten und Funktionären wurden auch Vorträge vor allem für ärztliche Eliten abgehalten. Die Heilanstalten zählten nun über 500 Betten.

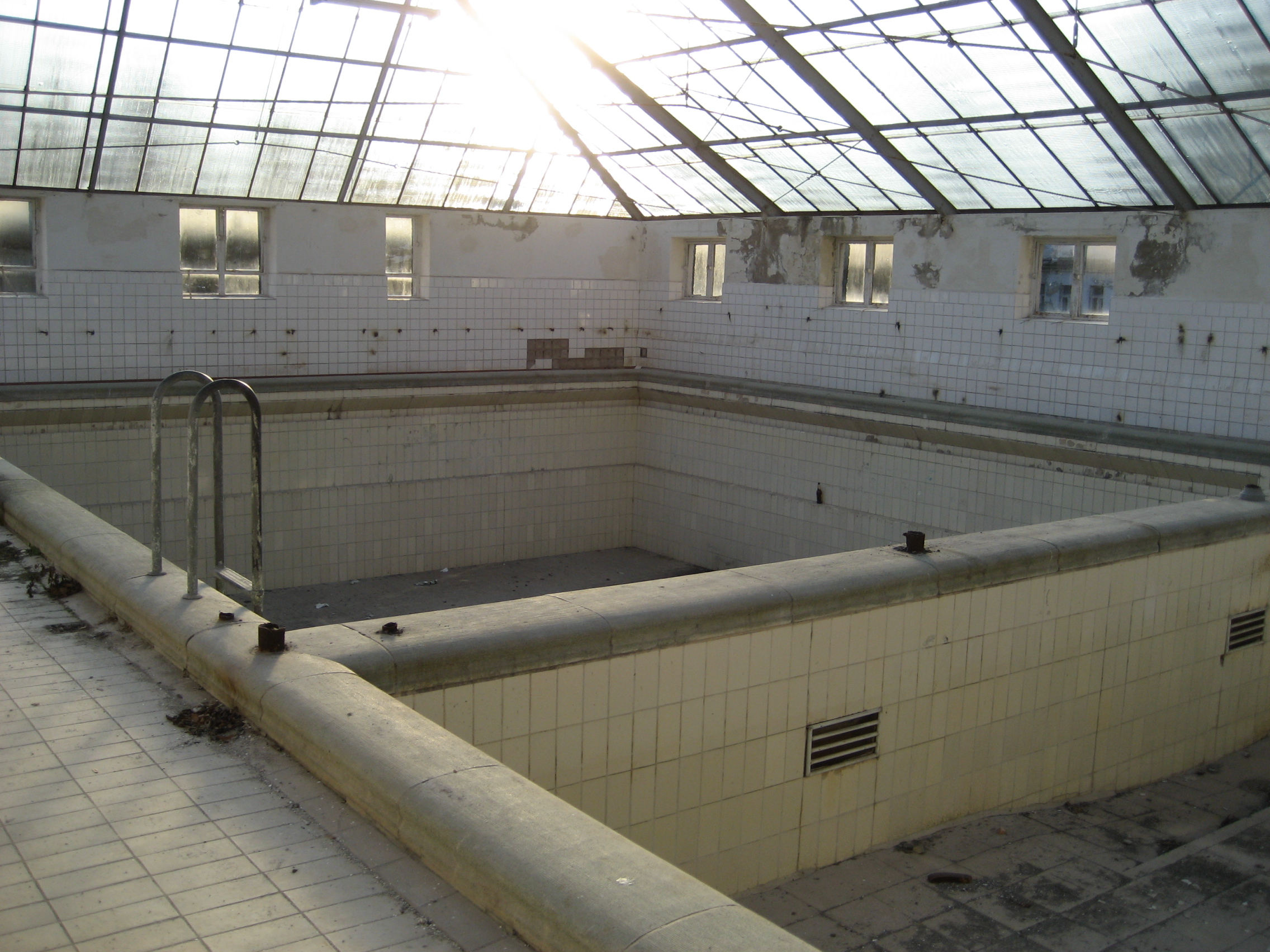
Schwimmhalle in den Lychener Heilanstalten

Eine Turnhalle konnte auch für Kinovorführungen und Betriebsfeiern benutzt werden. Zusätzlich zu den Badeanlagen der Seen entstand eine große Schwimm- und Badehalle, die auch als Behandlungsbecken für Wassermassagen diente. Das Glasdach konnte an warmen Sonnentagen ausgezogen werden. Neben weiteren Sportplätzen entstanden eine weitere Apotheke und eine Wetterstation, die zur Erforschung der Zusammenhänge von Wetter und Krankheitsverlauf dienen sollte.
Die Heilanstalten erreichten Weltruf im Bereich der Meniskusschäden und zur Rehabilitation von Unfallverletzten, die zu einem weiteren Spezialgebiet wurde.
Die Stadt Lychen profitierte in hohem Maße von den Heilanstalten, vor allem durch den Fremdenverkehr. Zwischen 1933 und 1942 wurden über 25.000 Patienten behandelt. Viele Anwohner erhielten Arbeit in den Heilanstalten. Ein zweiter Bahnhof wurde angelegt, um eine bessere Infrastruktur und eine schnellere Verbindung nach Berlin zu gewährleisten. Unter Karl Gebhard arbeiteten Hitlers zweiter Leibarzt Ludwig Stumpfegger sowie Fritz Fischer, Herta Oberheuser und Kurt Heißmeyer, die ebenso wie Karl Gebhard Menschenversuche in den Konzentrationslagern Ravensbrück und Neuengamme durchführten.

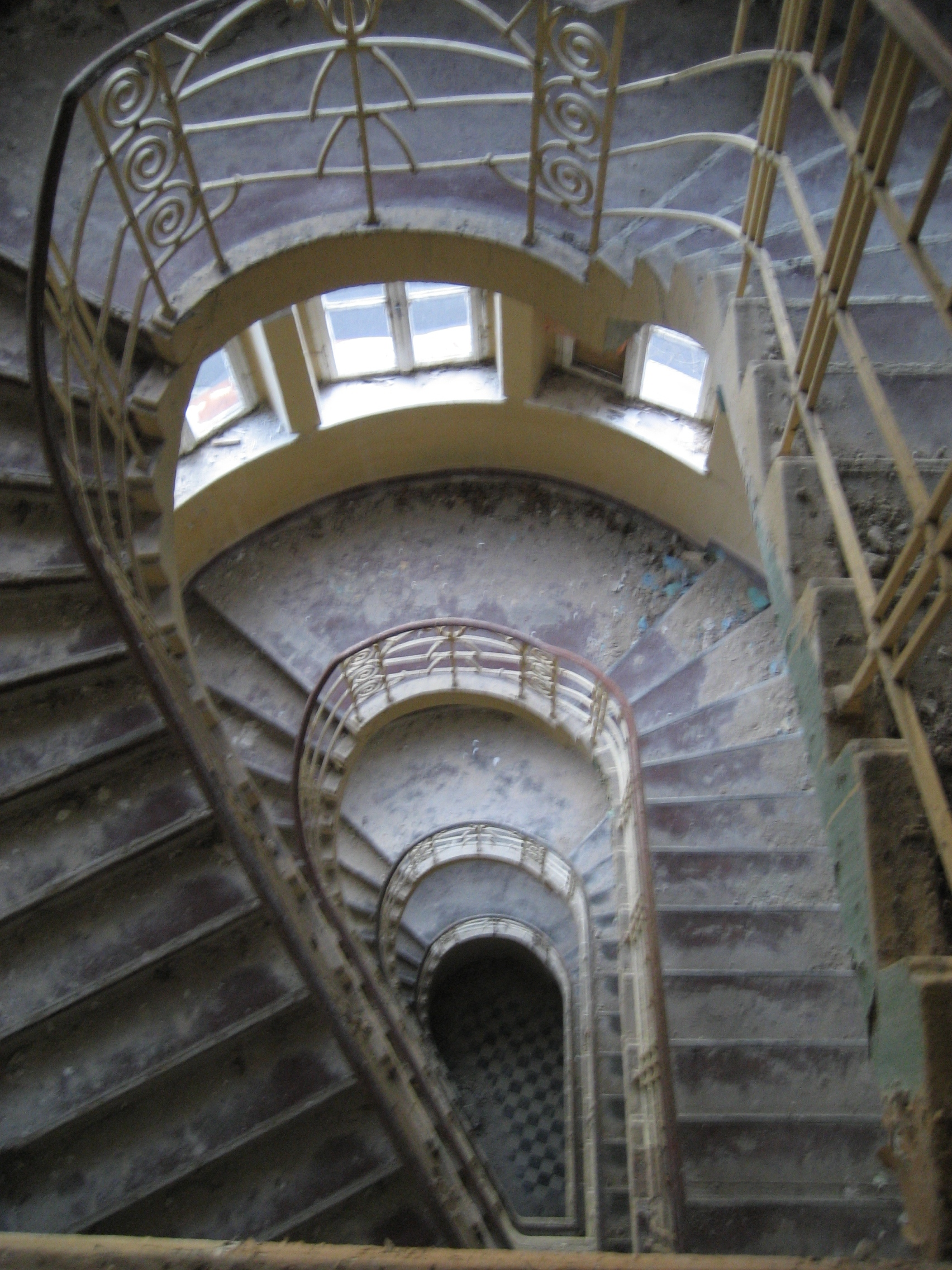
Treppenhaus in den Lychner Heilanstalten

Nach Beginn des Zweiten Weltkrieges erfolgte die Umwandlung in ein Kriegslazarett. Später wurden Menschenversuche mit Wundinfektionen durchgeführt. Nach dem Attentat auf Reinhard Heydrich, der im Krankenhaus in Prag an einer Wundinfektion starb, und da gleichzeitig zahlreiche Verwundete in den Frontlazaretten durch Infektionen ums Leben kamen, wurde nach einer zuverlässigen Therapie gegen bakterielle Wundinfektion gesucht. Die Westalliierten hatten bereits das Penicillin entdeckt, das in Deutschland noch unbekannt war. Da die Zahl der Verwundeten speziell an der Ostfront ständig zunahm und ihr Leben von der Erprobung des zwar bekannten, aber kontrovers diskutierten Gegenmittels Sulfonamid abhing, begannen die Mediziner intensiv und aus Zeitmangel direkt am Menschen zu testen.
Die Erprobungsversuche der Sulfonamidwirkung wurden Karl Gebhardt übertragen, der erstmals am 29. August 1942 über klinische Versuche an Frauen des KZ Ravensbrück berichtete. Die Versuchsgruppen bestanden aus 36 Frauen, denen Bakterien, teilweise mit Holz- und Glaspartikeln, in den Oberschenkel eingesetzt wurden. Drei der Versuchspersonen starben, und man kam zu der Erkenntnis, dass die Sulfonamide nicht geeignet sind, Wundinfektionen zu verhindern. Parallel zu den Sulfonamidversuchen wurden von Ludwig Stumpfegger Experimente zur Transplantation von Knochen, Nerven und Muskeln durchgeführt. Heißmeyer unternahm für seine Habilitationsarbeit Menschenversuche zur Bekämpfung schwerer Tuberkulose im KZ Neuengamme bei Hamburg. Da er die Ergebnisse für seine Habilitationsarbeit bei Kriegsende nicht verlieren wollte, vergrub er sie in einer Zinkkiste auf dem Gelände der Heilanstalten. Im März 1964 wurden sie nach einer Suchaktion wiederentdeckt und belasteten Heißmeyer, der bis dahin glimpflich davongekommen war, schwer.
Als Himmler erkannte, dass es dem Ende zuging, wollte er sich bei den Alliierten positiv darstellen. Er verhandelte mit dem Chef des schwedischen Roten Kreuzes, Folke Bernadotte Graf von Wisborg. Im Zuge dieser Gespräche traf sich Himmler mit Bernadotte persönlich auch in Hohenlychen. Im Zuge dieser Gespräche wurde die Rettungsaktion der Weißen Busse vereinbart. Zu einer von Himmler angedachten Kapitulation kam es dabei aber nicht. Das Lazarett wurde zum Kriegsende vollkommen evakuiert. Während dieser Zeit befand sich auch die Feldkommandostelle von Heinrich Himmler mit dem Codenamen „Steiermark“ in Hohenlychen. Die Kommandostelle befand sich in einem Zug und stand auf der Nebenstrecke, der Bahnstrecke Britz–Fürstenberg.
Da die Gebäude mit roten Kreuzen auf dem Dach versehen waren, kam es während des Krieges zunächst zu keinen Bombenangriffen. Am 27. April 1945 starben aber dennoch bei einem Luftangriff 32 Soldaten, zwei Tage später wurden die weitestgehend intakten Heilanstalten kampflos den sowjetischen Verbänden übergeben. Die Rote Armee, unter dem Kommandanten Nasarow, plünderte und zerstörte sämtliche Einrichtungen. Operations- und Röntgeneinrichtungen wurden teils zerstört oder abtransportiert. Auch die Helenen-Kapelle wurde Opfer dieser Zerstörung. Altar und Orgel wurden abtransportiert und die Kapelle als Treibstofflager benutzt.

### Nach dem Zweiten Weltkrieg
Karl Gebhardt, der in den letzten Kriegstagen über die Rattenlinie Nord nach Flensburg geflüchtet war und kurz darauf in Norddeutschland verhaftet wurde, wurde im Nürnberger Ärzteprozess 1948 wegen Verbrechen gegen die Menschlichkeit angeklagt und zum Tode verurteilt. Seine Assistenzärzte Fritz Fischer und Herta Oberheuser wurden zu lebenslanger Haft bzw. zwanzig Jahren Freiheitsstrafe verurteilt. Ludwig Stumpfegger hatte bereits bei der Flucht aus dem Führerbunker wenige Stunden nach dem Suizid Hitlers am Lehrter Bahnhof zusammen mit Martin Bormann Selbstmord mit einer Blausäurekapsel begangen.
Die Gruppe der Sowjetischen Streitkräfte in Deutschland nutzte die Heilanstalten als Lazarett und Geburtsstation. Mit 200 Betten erreichten die Heilanstalten nicht mehr ihre damalige Größe und wurden teilweise zu Wohneinheiten der Soldaten umfunktioniert. Am 31. August 1993 verließ das letzte sowjetische Kommando die Heilanstalten und beendete die sowjetische Besatzungsära.
Zu DDR-Zeiten unterhielt die Deutsche Post für die Erholung der Kinder ihrer Betriebsangehörigen im Ort ein Ferienlager.
Heute liegen die Heilanstalten als baufällige Anlagen in Hohenlychen. Einige ehemalige Ärztevillen wurden saniert und dienen als Wohnhäuser. Der Großteil der Anlagen steht aber weitestgehend leer.

### Nach 2005
Der Freiberger Bauingenieur Michael Neumann kaufte 2009 einen Teil der Anlage – neun Gebäude auf 12 Hektar – vom Land Brandenburg. Neumann entwickelte danach ein Konzept für eine Parkresidenz Lychen. In seinem Sinn – er starb 2019 – betrieb seine Tochter Anne Neumann mit Angehörigen diese Pläne weiter. Inzwischen gibt es dort 44 barrierefreie Mietwohnungen, die fast alle schon bezogen sind, sowie neun Ferienwohnungen und ein Bistro. 40 Prozent der denkmalgeschützten Bausubstanz sind bereits saniert. Im kommenden Jahr sollen weitere Ferienwohnungen und 15 Mietwohnungen hinzukommen.[veraltet]

## Film
- Hohenlychen – Das Sanatorium der Nazis. Film von Gabriele Denecke. In: phoenix.de. Phoenix, 8. Oktober 2018 (Reihe: Geheimnisvolle Orte; 45 Min.; Synopsis): „ein kleines Davos mitten in der Mark Brandenburg […] Zeitzeugen, wie der Sohn von Graf Folke Bernadotte, die Polin Wanda Poltawska und der letzte sowjetische Chef des Lazaretts Hohenlychen kommen zu Wort.“